# Micrathena agriliformis
Micrathena agriliformis är en spindelart som först beskrevs av Władysław Taczanowski 1879.  Micrathena agriliformis ingår i släktet Micrathena och familjen hjulspindlar. Inga underarter finns listade i Catalogue of Life.